# Koddy Campos
Koddy Campos es un activista venezolano por los derechos humanos de la población LGBTIQ. Koddy ha organizado eventos y protestas en favor del reconocimiento de los derechos LGBTIQ en el país y actualmente es el secretario general del movimiento político Unidos Por La Dignidad y promotor del Parlamento Global LGBTIQ.

## Activismo
Koddy ha declarado que ha sido activista de derechos humanos desde los 16 años. En 2012 organizó un encuentro y espacio formativo con la comunidad LGBT en El Tigre, estado Anzoátegui. Koddy formó parte de la coalición oficialista del Gran Polo Patriótico y participó en la redacción de la sección referida a la comunidad LGBT de la Ley Contra el Odio de la Asamblea Nacional Constituyente de 2017. Posteriormente se unió a la oposición del gobierno y al movimiento político Unidos Por La Dignidad, el cual postuló a Tamara Adrián como precandidata presidencial en 2023.
En noviembre de 2022, Koddy inició una protesta en las afueras de la Defensoría del Pueblo de Venezuela encadenándose en las afueras de la sede en Caracas junto con Paúl Martucci y Johán Chavarría para manifestarse en contra de la discriminación institucional en el país y pidiendo un pronunciamiento por parte de las autoridades. Posteriormente se les unió Jorge Moreno a la manifestación.
En la noche del 9 de agosto de 2024, poco después de las elecciones presidenciales de Venezuela el mismo año, Koddy denunció en una transmisión en vivo en Instagram, en conjunto con el periodista Vladimir Villegas, que fuerzas de seguridad intentaban detenerlo en su casa en el oeste de Caracas. Los hombres rompieron la ventana de su casa y se identificaron como agentes de la División de Inteligencia Estratégica (DIE). No tenían identificación, tenían las caras cubiertas por máscaras y no mostraron una orden de allanamiento o de captura. Al hablar con ellos, los hombres le pidieron a Campos salir de su casa para «conversar», pero el activista se negó. Antes de la llegada de los funcionarios, colectivos armados rodearon su vivienda, le tomaron fotos y lo calificaron como «el fascista de La Vega». La lideresa opositora María Corina Machado denunció el hecho y le pidió ayuda a los vecinos para ayudar a Koddy. Los hombres se retiraron del lugar sobre las 11:00 p.m., aproximadamente una hora después del inicio de la transmisión. La organización no gubernamental PROVEA condenó el hecho.

## Vida personal
Koddy es pareja de Leandro Villoria, también activista por los derechos LGBTIQ y embajador para asuntos LGBTIQ.